# Дорофеев, Дмитрий Юрьевич
Дми́трий Ю́рьевич Дорофе́ев (12 октября 1974 — 26 сентября 2002) — лётчик ВВС России, участник боевых действий на территории Северного Кавказа, штурман звена 55-го вертолётного полка 4-й воздушной армии ВВС и ПВО, Герой Российской Федерации.

## Биография

### Ранние годы
Родился 12 октября 1974 года в городе Чирчик Узбекской ССР.
В 1992 году окончил Барнаульскую специальную школу-интернат с первоначальной лётной подготовкой, но поступить в лётное училище не удалось, помешал высокий рост.
В 1993 году поступил в Сызранское высшее военное авиационное училище лётчиков, которое окончил в 1998 году.
После окончания училища проходил службу в Северо-Кавказском военном округе, участвовал в боевых действиях на территории Чеченской республики.
Как лётчик—оператор вертолётного звена Ми-24 55-го отдельного вертолётного полка совершил 120 боевых вылетов. Его высокий профессионализм, точность штурманских расчётов, меткое ведение огня неоднократно спасало жизнь боевых товарищей.

### Подвиг
26 сентября 2002 года вертолётное звено Ми-24 выполняло боевую задачу по уничтожению разрозненных остатков банды Абду-Малика в окрестностях населённого пункта Галашки Ингушетия. Боевики встретили наши[чьи?] вертолёты сосредоточенным огнём зенитно-ракетного комплекса «Игла». При выполнении заходов на цели под огнём наёмников, старший лейтенант Дорофеев своим мужеством вдохновлял боевых товарищей по экипажу, вселял уверенность в бойцов сухопутных подразделений. В это время по паре вертолётов Ми-24 наёмники выпустили две ракеты одновременно с разных направлений. Прикрыв от огня вертолёт своего ведомого капитана Кушниренко, экипаж майора Валерия Власова и старшего лейтенанта Дмитрия Дорофеева мастерским маневром уклонился от первой ракеты, но вторая ракета поразила вертолёт.
Указом Президента Российской Федерации № 722 от 2 июля 2003 года старшему лейтенанту Дорофееву Дмитрию Юрьевичу за мужество и героизм, проявленные при исполнении воинского долга в Северо-Кавказском регионе, присвоено звание Героя Российской Федерации (посмертно).

## Награды
- Золотая Звезда «Герой Российской Федерации»

## Память
- Приказом Управления Алтайского края по образованию и делам молодежи № 1064 от 6 мая 2009 года ДОРОФЕЕВ ДМИТРИЙ ЮРЬЕВИЧ зачислен навеки в списки 1 роты краевой государственной общеобразовательной школы-интерната «Барнаульская школа-интернат с первоначальной летной подготовкой».